# Konstanty Kotowski
Konstanty Kotowski herbu Pomian (ur. ok. 1610, zm. 3 stycznia 1665 w Warszawie) – marszałek powiatu mozyrskiego, porucznik jazdy litewskiej, pułkownik, wicemarszałek Związku Braterskiego.

## Życiorys
Kotowski pochodził ze Żmudzi z rodziny czerpiącej dochody głównie z karier wojskowych członków rodziny. Gałąź rodu Konstantego Kotowskiego osiadła w XVII wieku w powiatach starodubowskim i mozyrskim. Brał udział w wojnie polsko-rosyjskiej i w latach 1654–1655 był porucznikiem chorągwi kozackiej Aleksandra Hilarego Połubińskiego, pisarza polnego litewskiego. Po sformowaniu przez Połubińskiego królewskiej chorągwi husarskiej był dowódcą chorągwi kozackiej Krzysztofa Paca, chorążego litewskiego. Na czele swojej chorągwi wyruszył na Podlasie odmawiając wykonywania rozkazów hetmana Janusza Radziwiłła, który rozpoczął latem 1655 układy ze Szwedami. 23 sierpnia przystąpił do konfederacji wojsk litewskich w Wierzbołowie i został jej konsyliarzem, opowiadając się za królem Janem Kazimierzem. Kotowski był zaliczany do najgorszych wrogów Radziwiłłów i w swoim liście z dnia 26 lipca Janusz Radziwiłł pisząc do Bogusława Radziwiłła nakazywał mu go zabić lub wywieźć do Prus.
W czasie potopu szwedzkiego w latach 1655–1659 Kotowski służył w dywizji Pawła Sapiehy, hetmana wielkiego litewskiego i za swoje zasługi uzyskał od króla godność marszałka powiatu mozyrskiego. W lipcu 1659 przeszedł pod rozkazy Połubińskiego i udał się wraz z jego dywizją do Kurlandii, gdzie brał udział w walkach zimą 1659–1660. W styczniu 1660 wraz z dywizją Połubińskiego ruszył na Litwę przeciwko wojskom Iwana Chowańskiego. 11 września 1661 przystąpił do nowej konfederacji wojsk litewskich pod Połudowiczami, przekształconej w Związek Braterski. 14 września został obrany konsyliarzem konfederacji i objął stanowisko wicemarszałka konfederacji wojsk litewskich (substytuta). Dowodził silnym podjazdem, który został rozbity przez Chowańskiego 14 października.
Kotowski wraz z Kazimierzem Chwalibogiem Żeromskim, marszałkiem konfederacji, przebywał na zimowych kwaterach na początku 1662 w Kupiszkach koło Wiłkomierza i nawoływał do nieposłuszeństwa skonfederowanych wojsk hetmanom. Jako wróg polityki profrancuskiej w marcu 1662 został posłem na senatus consilium, przedstawiając senatorom żądania konfederatów i przekazując 30 zdobycznych chorągwi zdobytych pod Wysokiem. Brał udział w zjeździe konfederatów koronnych i litewskich w Końskowoli, gdzie 23 kwietnia postanowiono podtrzymać konfederacje wojskowe.
Latem 1662 Kotowski natrafił na poszlaki wskazujące na kontakty Żeromskiego z hetmanem Gosiewskim, który z polecenia króla dążył do rozbicia związku. Swoje podejrzenia wyjawił Janowi Świderskiemu przewodniczącemu konfederacji w Koronie, podejrzewając zdradę. Zorganizował on zjazd w Wołpie w powiecie wołkowyskim na dzień 20 listopada. W czasie zjazdu ujawnił częściowo zaszyfrowane listy Gosiewskiego do Paca, które wskazywały na próbę rozbicia konfederacji przez Gosiewskiego i Żeromskiego przy użyciu Kozaków lub Tatarów Krymskich i rokowania z carem. Ustalono, że obydwu podejrzanych należy pojmać i przesłuchać. Do pojmania obydwu oskarżonych Kotowski wysłał 25 listopada do Wilna podjazd liczący 500 ludzi pod dowództwem Bohdana Chlewińskiego i Jana Nowoszyńskiego, z rozkazem zgładzenia podejrzanych. Oddział Nowoszyńskiego uprowadził rannego Żeromskiego i w folwarku Dubny koło Wołpy rozsiekał szablami, a następnie uprowadzono Gosiewskiego i 29 listopada rozstrzelano go pod miasteczkiem Ostryna po drodze do Wołpy.
Pomimo szeroko prowadzonej akcji wyjaśniającej prowadzonej przez Kotowskiego zamach ten zniechęcił szlachtę do związku – 2 grudnia w obozie pod Olitą Kotowski wydał manifest wyjaśniający przyczyny zajścia, wysłał także listy do senatorów i dygnitarzy, spotykając się z ogólnym potępieniem. Sesja związku 18 grudnia w Olicie pokazała słabość związku, co wykorzystał Michał Kazimierz Pac, oboźny litewski, rozbijając związek. W kwietniu 1663 w Szadowie Pac ujął przywódców związku i uwięził w lochach zamku w Kiejdanach.
Konstanty Kotowski był jednym z zamachowców, którzy porwali i zamordowali Wincentego Gosiewskiego, hetmana polnego litewskiego. Amnestia dla uczestników związku nie objęła uczestników zamachu na Gosiewskiego. W trakcie przesłuchań w Upicie i Rosieniach wymuszono na nich zeznania o współdziałaniu z Austrią. Pac poruszał się po Litwie wraz z więźniami, nie mając zaufania do załóg zamków litewskich, które skłonne były uwolnić więźniów. W końcu maja Kotowskiego uwięziono na zamku w Tykocinie, później na zamku w Malborku. Skazany został na sejmie warszawskim przez sąd sejmowy 31 grudnia 1664 na karę śmierci przez ścięcie i poćwiartowanie. Wyrok wykonano 3 stycznia 1665 na Rynku Starego Miasta przed ratuszem w Warszawie. Według diariusza Michała Leona Obuchowicza był torturowany ogniem, ścięty i ćwiartowany po śmierci.

## Życie prywatne
Miał dwóch synów: Florian Leon, marszałek mozyrski, poległ w 1704 w walce z Sasami; Hieronim Konstanty, był podkomorzym mozyrskim.